# エクセス・バゲッジ/シュガーな気持ち
『エクセス・バゲッジ/シュガーな気持ち』（原題：Excess Baggage）は、1997年制作のアメリカ合衆国のコメディ映画。偽装誘拐を企んで自分の車のトランクに隠れた大富豪の娘と、その車を盗んだ車泥棒が巻き起こす騒動を描く。ビデオタイトルは『エクセス・バゲッジ』。

## あらすじ
大富豪アレクサンダーの娘エミリーは、父が自分に全く無関心なため、自分を愛しているのかどうか確かめようと、狂言誘拐を思いつく。
エミリーは現金100万ドルを要求する電話をかけた後、家の車のトランクに隠れるが、そうとは知らない車泥棒のヴィンセントが車を盗み出してしまう。ヴィンセントはトランクにエミリーが入っているのを見つけて動揺する。
一方、アレクサンダーは部下のレイにエミリーの捜索を依頼する。レイは早い段階から今回の事件がエミリーの芝居だと気付いており、またエミリーがヴィンセントと一緒にいることもすぐに突き止める。
エミリーはヴィンセントと共に逃避行に出る。その中で、やがて2人はお互いに惹かれ合うようになっていく。

## キャスト
- エミリー：アリシア・シルヴァーストーン（吹替：林原めぐみ）
- ヴィンセント：ベニチオ・デル・トロ（吹替：森川智之）
- アレクサンダー：ジャック・トンプソン（吹替：阪脩）
- レイ：クリストファー・ウォーケン（吹替：仲野裕）
- グレッグ：ハリー・コニック・ジュニア（吹替：田中正彦）
- スティック：ニコラス・タートゥーロ（吹替：清水明彦）
- ガス：マイケル・ボーウェン（吹替：荒川太郎）
- シムズ：ロバート・ウィスデン（吹替：稲葉実）
- バーナビー：リーランド・オーサー
- ルイーズ：サリー・カークランド（吹替：雨蘭咲木子）
- ヒロ・カナガワ